# أندي ليونغ
أندي ليونغ (بالصينية: 梁灝雋) هو ركوب الأمواج ‏ صيني، ولد في 20 أكتوبر 1990.

## روابط خارجية
- أندي ليونغ على موقع الاتحاد الدولي للملاحة الشراعية (موقع جديد) (الإنجليزية)
- أندي ليونغ على موقع الاتحاد الدولي للملاحة الشراعية (موقع قديم) (الإنجليزية)
- أندي ليونغ على موقع اللجنة الأولمبية الدولية (الإنجليزية)
- أندي ليونغ على موقع أوليمبيديا (الإنجليزية)